# Sporting (journal)
Pour les articles homonymes, voir Sporting.
Sporting était un journal français de l'île de La Réunion, laquelle est aujourd'hui un département d'outre-mer dans le sud-ouest de l'océan Indien. Fondé et dirigé par Victor Lasimant, professeur au Cours normal, il paraît pour la première fois le 9 avril 1925 et disparaît définitivement en mai 1931 après avoir connu une première interruption d'un an à compter du 31 mars 1927. En janvier 1929, la direction et la rédaction sont reprises par Agénor Dutremblay, instituteur. À sa tête jusqu'à la fin, il fait bientôt de Sporting l'organe officiel de la jeune Fédération sportive réunionnaise, qui est créée le 9 mars 1930.